# ユーロバン
ユーロバン (Eurovans) は、フランスのPSA・プジョーシトロエン及びイタリアのフィアットグループにより共同開発、シトロエン、プジョー、フィアット、ランチアの各社から製造・販売された欧州専売のMPV車の総称である。ユーロバンという名称は、各社が使用した名称では無く、自動車専門誌により総称として使用された物である。
本項では、以下の車種を一括して記述する。
- シトロエン・エバシオン（Évasion）
- シトロエン・C8
- フィアット・ウリッセ（Ulysse）
- ランチア・ゼータ（Z）
- ランチア・フェドラ（Phedra）
- プジョー・806
- プジョー・807

## 初代（1994年 - 2002年）
初代ユーロバンは1994年にデビューした。当時、欧州におけるミニバン市場ではルノー・エスパスがポピュラーとなっていたが、エスパスは元々プジョーが買収したマトラが提案したアイデアであり、プジョーが製品化を却下したため、代わりにルノーに売り込まれたものであった。その経緯が関係しているためか、ユーロバンではエスパスの後追いとすることを避け、ミニバンの祖であるクライスラー・ボイジャー（ダッジ・キャラバン）を研究し、「アメリカ車のようなミニバン」を開発コンセプトとした。
スケルトンとも呼ばれるマルチチューブラーフレーム・樹脂外板のエスパスに対し、ユーロバンは一般的な鋼鈑プレス・溶接組み立てであり、利益率が重視された。また、アメリカ式のミニバンの特徴であるスライドドアを導入した。
短い全長に3列シートを配置するため、着座姿勢はアップライト気味となった。A・Bピラー間の距離も短いため、乗降性を損なわないよう、フロントドアは90°近くまで開くことができる。乗車定員は2・3・2の7人乗りで、二列目、三列目の座席は個別に取り外しができ、移動可能である。この点はエスパス同様で、欧州ミニバンの特徴となっている。
パワートレインはPSAのDセグメント乗用車（プジョー・406、シトロエン・エグザンティア）と共通で、横置きエンジンによる前輪駆動を採用している。エンジンは当初「PSA XU/XUDエンジン」を搭載していたが、後に「PSA EW/DWエンジン」に変わった。直4 EW10 DOHC 16バルブエンジン搭載車はオプションで4速ATが搭載され、そのほかは5速MTが搭載された。足回りはフロントがストラットとコイルスプリング、リアはトレーリングビームとコイルスプリングの組み合わせである。
なお、Dセグメント乗用車のプラットフォームを流用している都合上、車両総重量としてほぼシャシ容量の限界に達しているため、より高荷重が予想される商用車仕様は設定されなかった。商用車には許容荷重の大きな専用シャシを持つ、シトロエン・ジャンピー / ディスパッチ（Jumpy）、フィアット・スクード（Scudo）、プジョー・エキスパート（Expert）が用意される。
ユーロバンの登場後、クライスラーからボイジャーのホイールベースを延長したロングモデルの「グランドボイジャー」が登場し、ルノー・エスパスにも同様の構成を持つ「グランエスパス」が加わったが、ユーロバンにはロングモデルは追加されなかった。
1998年10月にマイナーチェンジを実施した。主な変更点は、
- シフトレバーをフロアからダッシュボードへ移設
- パーキングブレーキレバーをフロアセンターから運転席とドアの間に移設（左ハンドル）
- センターコンソールを廃止し、フロントシートの間を空ける

など、比較的大掛かりなものとなったが、これらの変更は、前席の前後左右のウオークスルーを実現するためには、一つとして外せないものばかりであった。この改良は市場に好評を持って迎えられ、インパネシフトは欧州の実用車ではひとつのスタンダードとなった。
| エンジン                                             | 排気量                  | パワー                 | トルク               | 備考                                                                        |
| ---------------------------------------------------- | ----------------------- | ---------------------- | -------------------- | --------------------------------------------------------------------------- |
| 直4 XU10 2C SOHC 8バルブ                             | 2.0 L (1998 cc/121 in³) | 121 PS (119 hp/89 kW)  | 170 N·m (125 ft·lbf) | 2000年に廃止。ランチア・ゼータには搭載されなかった。                        |
| 直4 XU10 J2TE SOHC 8バルブ ターボ                    | 2.0 L (1998 cc/121 in³) | 147 PS (145 hp/108 kW) | 235 N·m (173 ft·lbf) | 2000年に廃止された。                                                        |
| 直4 EW10 DOHC 16バルブ                               | 2.0 L (1998 cc/121 in³) | 132 PS (130 hp/97 kW)  | 180 N·m (133 ft·lbf) | このエンジンの搭載車はオプションでATが装備できる。2000年7月から導入された。 |
| 直4 XUD9 SOHC 8バルブ ディーゼルターボ               | 1.9 L (1905 cc/116 in³) | 90 PS (89 hp/66 kW)    | 196 N·m (145 ft·lbf) | 2000年に廃止。ランチア・ゼータには搭載されなかった。                        |
| 直4 XUD11 12バルブ SOHC ディーゼルターボ             | 2.1 L (2088 cc/127 in³) | 109 PS (108 hp/80 kW)  | 250 N·m (184 ft·lbf) | 2000年に廃止。                                                              |
| 直4 DW10 SOHC 8バルブ コモンレール式ディーゼルターボ | 2.0 L (1997 cc/121 in³) | 109 PS (108 hp/80 kW)  | 250 N·m (184 ft·lbf) | 2000年1月に導入された。                                                     |

### 車名
- シトロエン・エバシオン（Évasion）
イギリスとアイルランドでは「シナジー」（Synagie）として販売された。英語圏での「Evasion」が「脱税」「言い逃れ」などのマイナスな意味合いであることから、これを避けたことが理由である。フランス語では「Escape」（エスケープ）の意味に近い。

- フィアット・ウリッセ（Ulysse）
「ウリッセ」は、ギリシャの詩人ホメーロスの叙事詩『オデュッセイア』（ホンダ・オデッセイの由来）の主人公であるオデュッセウスのイタリア語読みに由来する。

- ランチア・ゼータ（Z）
ランチアは伝統的にギリシャ文字の読みを車名に使っており、未使用であった「Ζ」の読みをユーロバンの名にあてた。ミニバンかつファミリーカーであるユーロバンのなかで、ゼータのウッドパネルやアルカンターラをふんだんにあしらった内装は、名門ランチアの名に恥じないものであり、その価格も他のユーロバンに比べ、最大で20％ほど高い設定の「プレミアムモデル」であった。

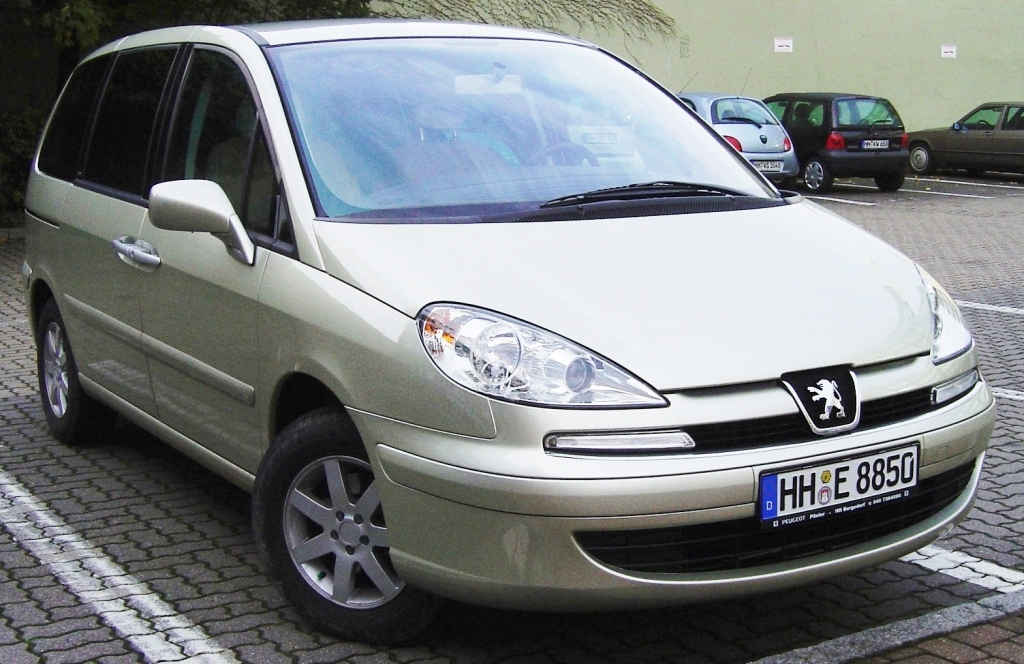
プジョー・806
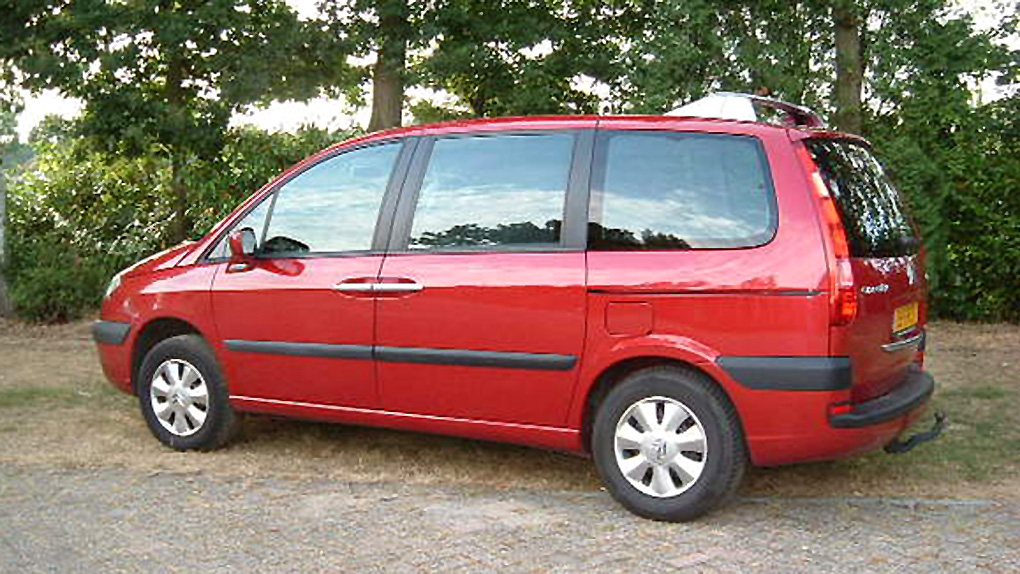
シトロエン・C8
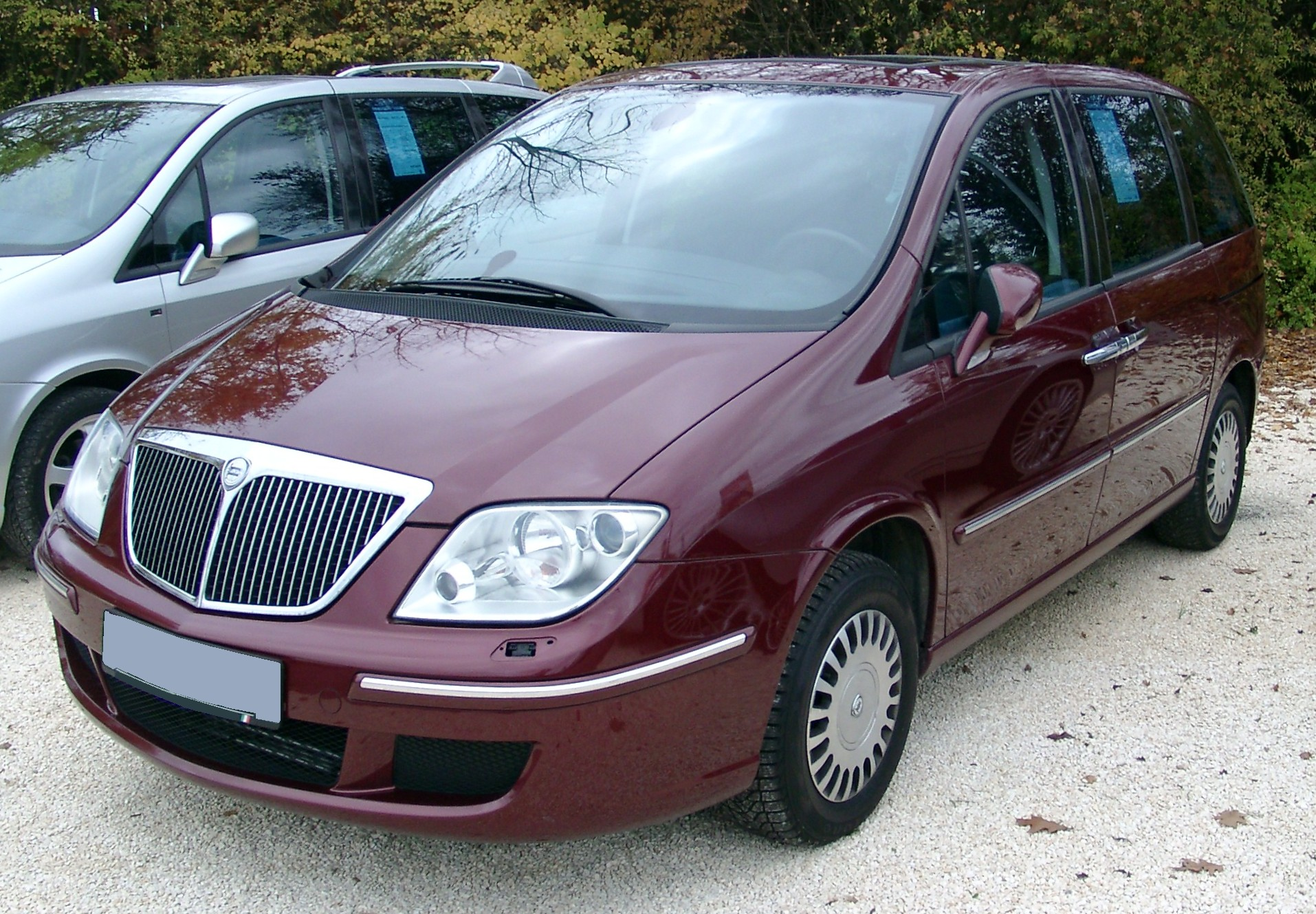
ランチア・フェドラ
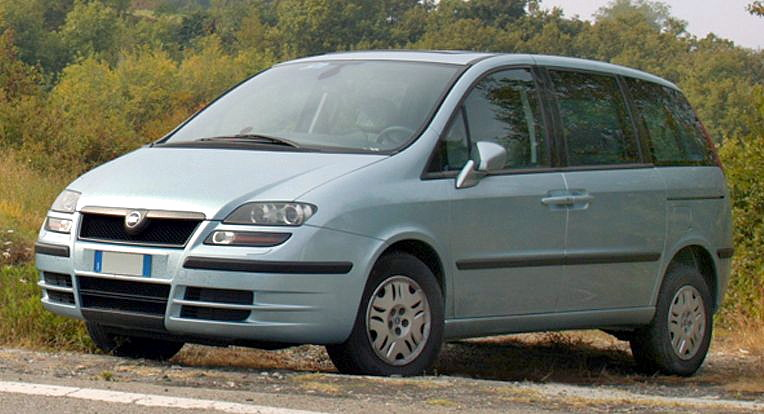
2代目 フィアット・ウリッセ 03モデル 2.0 マルチジェット エモーション
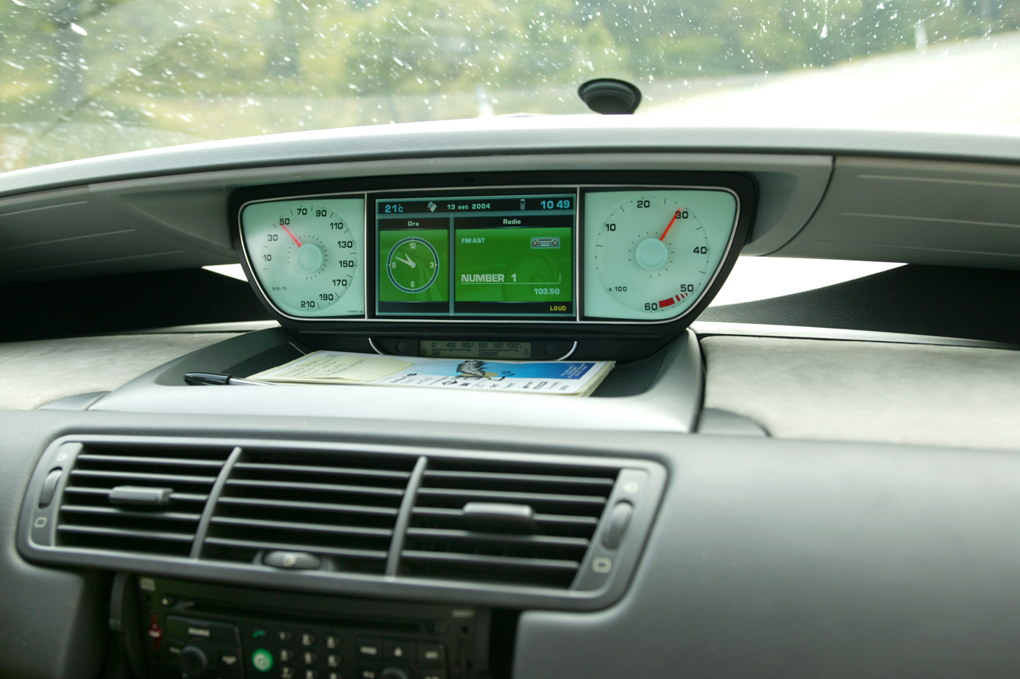
特徴的なメーターパネル （フィアット・ウリッセ）
100の位にモデルのシリーズ名を付し、10の位に0を挟み、1の位は世代を表すプジョーの命名法則に従って「806」と命名された。それまでのプジョーにおける数字の最も大きな車名は、Eセグメントのプレミアムセダンである605であったが、多人数乗車が可能なユーロバンにはさらに大きな数字として800番台が与えられることになった。発表当時、下一桁は「6」の世代に切り替わりつつあったことから「806」となった。

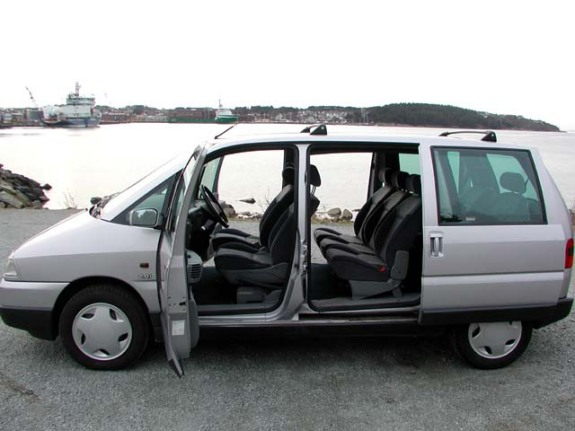
シトロエン・エバシオンのサイドビュー 90°近く開くフロントドアが共通の特徴
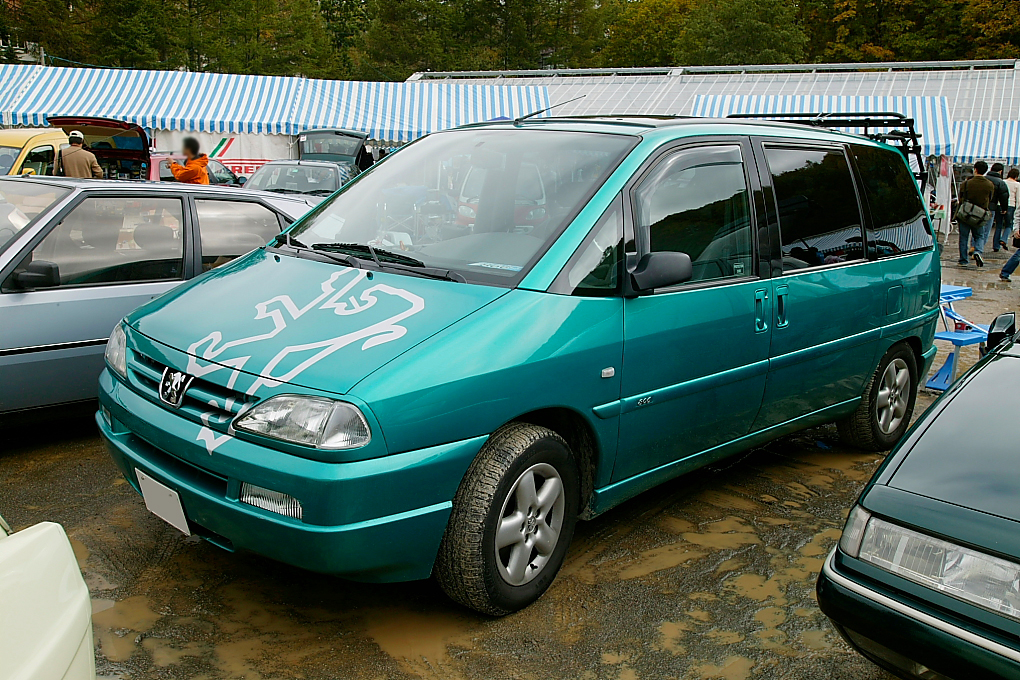
プジョー・806
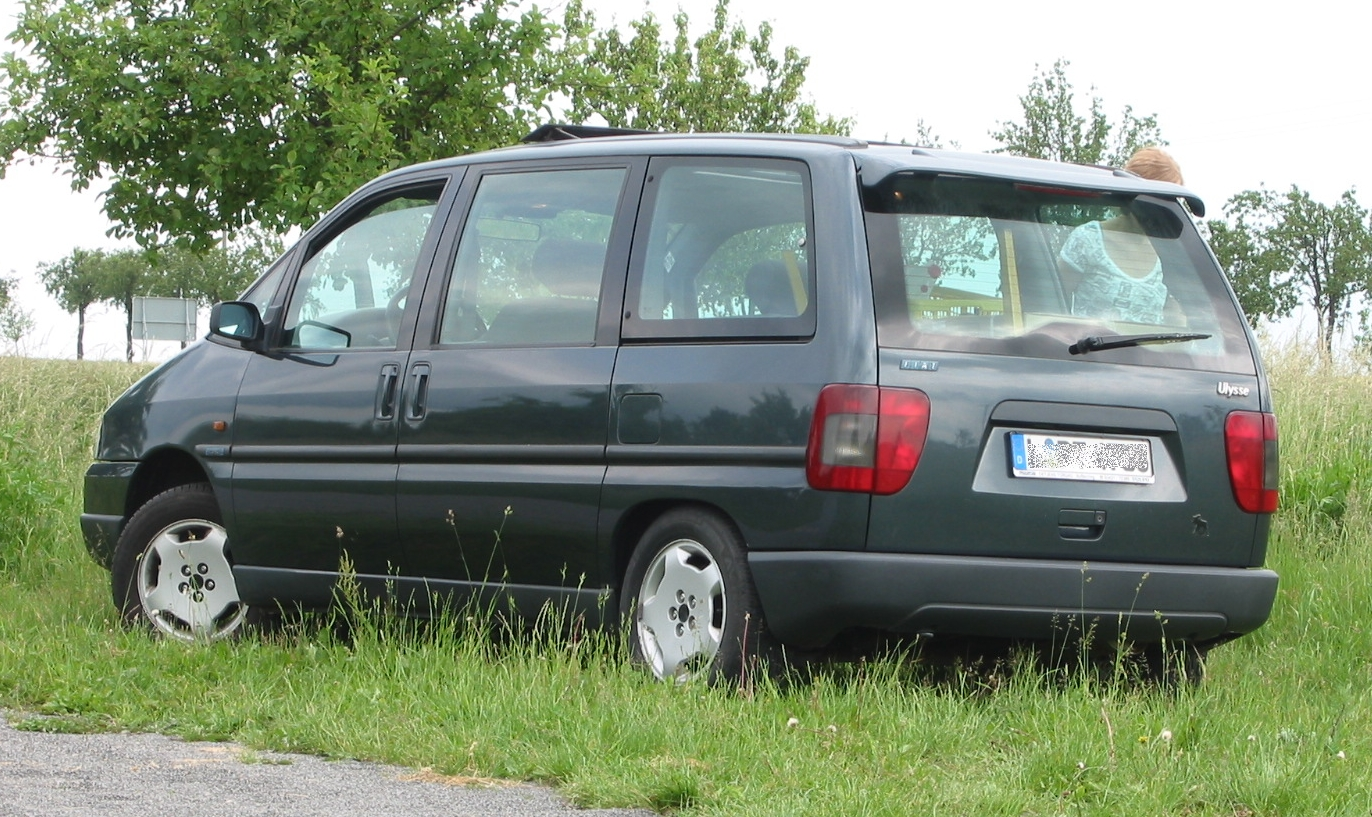
1994年式 フィアット・ウリッセ
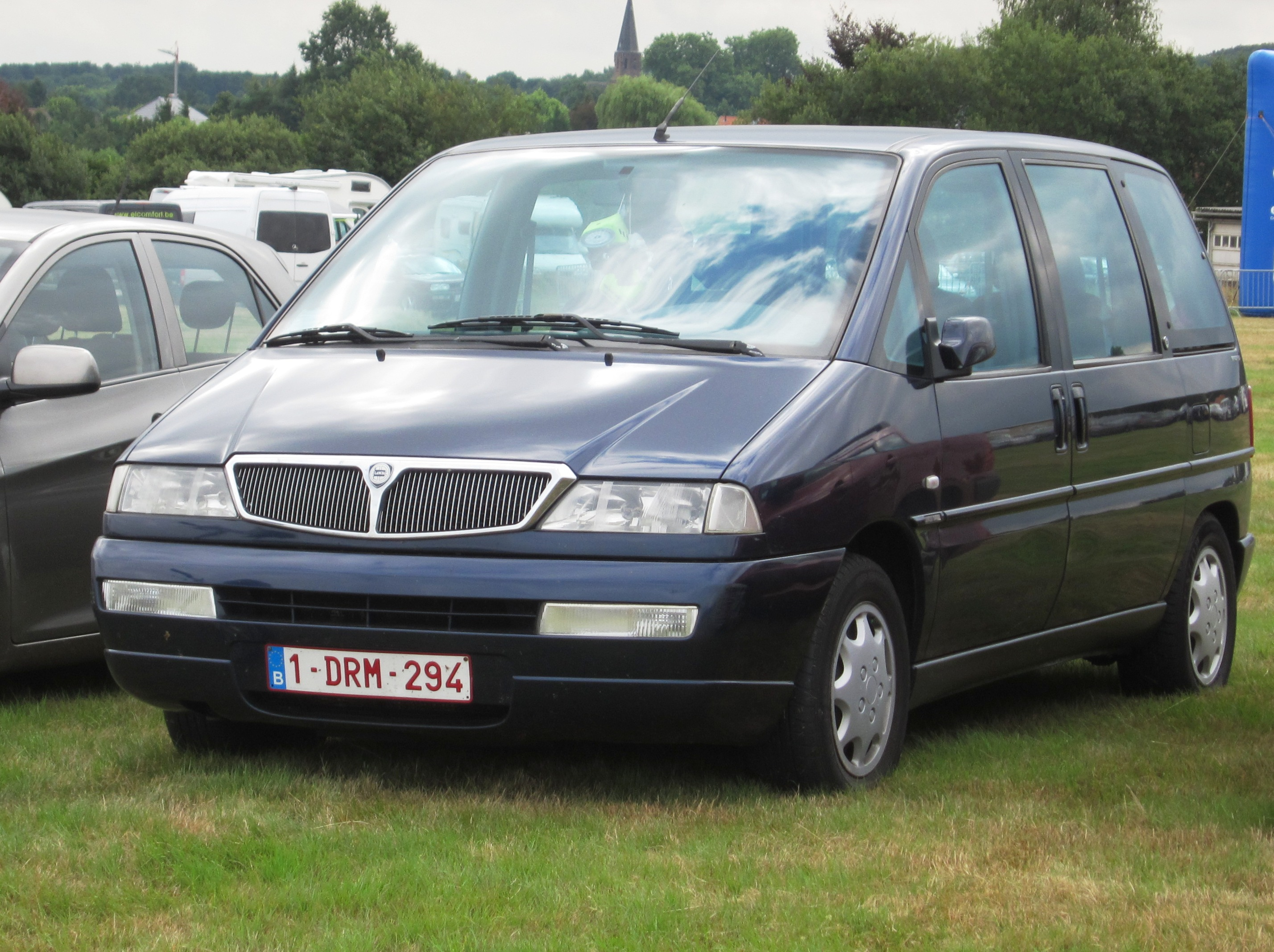
ランチア・ゼータ

## 2代目（2002年 - 2014年）
2代目ユーロバンは2002年にデビューした。フロアパン（床板）、ホイールベース、全高は変更されず、全長と全幅が増加した。およそ30cmの長さの増加は衝突安全性の向上と、車内スペースの拡大に充てられ、居住性と荷室容積は向上した。エンジンは「PSA EW/DWエンジン」を搭載し、トランスミッションは6速・5速マニュアルか4速オートマチックを選べる。
インテリアでは、インパネシフトとウオークスルーは受け継がれたが、ドライバーの前の小ぶりなメーターナセルには、タコメーターとスピードメーターは無く、ダッシュボード中央に取り付けられた、液晶モニターとのコンビパネルにフローティングアーチのひさしがかぶせられた、独特の構成へ変更された。座席配置と定員は、2・3・3の8人乗り、2・3・2の7人乗り、2・2・2の6人乗りの3種類。
フィアット版とランチア版は2010年11月に、シトロエン版とプジョー版は2014年に製造を終了した。
フィアットは2011年にウリッセの後継モデルとしてフリーモントを投入。その後、2021年にグループPSAとフィアット・クライスラー・オートモービルズが経営統合しステランティスが創設され、2022年に商用バンのスクードが復活した際、乗用仕様としてウリッセの名称も復活する事となった。
ランチアも2011年にフェドラの後継モデルとしてボイジャーを投入したものの、2015年で販売終了となった。
シトロエン・C8はジャンピーエステートやグランドC4ピカソに、プジョー・807はエキスパートティピーや5008に統合される形となった。
| エンジン                                              | 排気量                  | パワー                 | トルク               | 備考                                                                        |
| ----------------------------------------------------- | ----------------------- | ---------------------- | -------------------- | --------------------------------------------------------------------------- |
| 直4 EW10 DOHC 16バルブ                                | 2.0 L (1998 cc/121 in³) | 132 PS (130 hp/97 kW)  | 180 N·m (133 ft·lbf) |                                                                             |
| 直4 EW12 DOHC 16バルブ                                | 2.2 L (2230 cc/136 in³) | 158 PS (156 hp/116 kW) | 217 N·m (160 ft·lbf) | 「フィアット・ウリッセ」、「ランチア・フェドラ」には搭載されなかった。      |
| V6 ES9 DOHC 24バルブ                                  | 2.9 L (2946 cc/179 in³) | 204 PS (201 hp/150 kW) | 285 N·m (210 ft·lbf) | 2003年にラインナップに加えられ、トランスミッションは4速オートマティックのみ |
| 直4 DW10 SOHC 8バルブ コモンレール式ターボディーゼル  | 2.0 L (1997 cc/121 in³) | 109 PS (108 hp/80 kW)  | 250 N·m (184 ft·lbf) |                                                                             |
| 直4 DW12 DOHC 16バルブ コモンレール式ターボディーゼル | 2.2 L (2179 cc/132 in³) | 128 PS (126 hp/94 kW)  | 314 N·m (232 ft·lbf) | 2005年に6速マニュアルと変わったトランスミッションのみ搭載されている。       |

### 車名
- シトロエン・C8
シトロエンの新たな命名法則 “Cx” に則り、車名が「C8」に変更された。

- フィアット・ウリッセ
「ウリッセ」のみそのまま継続となった。

- ランチア・フェドラ（Phedra）
ランチアは伝統的にギリシャ文字の車名を使用していたが、新しい命名法則に則って「フェドラ」へと変更した。「フェドラ」の由来は、ギリシャ神話に登場する「ミーノース」の子供「パイドラー」のイタリア語読みである。

- プジョー・807
世代交代に伴い、車名が「807」に変更された。V6エンジンの追加設定に伴い、2003年のジュネーブショーで「807 Grand Toursime」を発表した。

- プジョー・807
- シトロエン・C8
- ランチア・フェドラ
- 2代目 フィアット・ウリッセ
03モデル 2.0 マルチジェット エモーション
- 特徴的なメーターパネル
（フィアット・ウリッセ）